# المؤسسة الأمريكية لعلم الاجتماع
تأسست المؤسسة الأمريكية لعلم الاجتماع (إيه إس إيه)، عام 1905 باسم الجمعية الأمريكية لعلم الاجتماع، وهي منظمة غير ربحية مكرسة للنهوض باختصاص علم الاجتماع وعمله. يعمل معظم أعضاء المؤسسة في الأوساط الأكاديمية، لكن يعمل نحو 20 بالمئة منهم في المنظمات الحكومية أو التجارية أو غير الربحية.
تعقد المؤسسة مؤتمرها العلمي السنوي، باسم الاجتماع السنوي لمؤسسة علم الاجتماع الأمريكية. جذب اجتماع المؤسسة السنوي الثالث بعد المئة في بوسطن في شهر أغسطس عام 2008، 5,458 شخصًا من الحاضرين. تنشر المؤسسة عدة دوريات أكاديمية. أكثرهم شهرة، مجلة علم الاجتماع الأمريكية. وأحدثهم عبارة عن دورية ذات نظام وصول مفتوح، باسم مجتمع: بحث سوسيولوجي لعالم ديناميكي. تنشر المؤسسة أيضًا مجلة كونتيكستس (أُطُر)، وهي مجلة مخصصة لربط علم الاجتماع مع مجالات أخرى ومع علم الاجتماع العام. بحلول عام 2018، امتلكت المؤسسة 11,505 عضوًا، متمثلين  بخبراء مختلفين لهم علاقة بعلم الاجتماع: أكاديميين (أساتذة، طلاب، باحثون) بالإضافة إلى ممارسين آخرين في هذا المجال. حاليًا، تُعد من أكبر المؤسسات المختصة بعلم الاجتماع في العالم، حتى أكبر من المؤسسة العالمية لعلم الاجتماع.

## الرسالة
رسالة المؤسسة هي تعزيز علم الاجتماع كاختصاص علمي وعمل يخدم الصالح العام.

## تاريخها

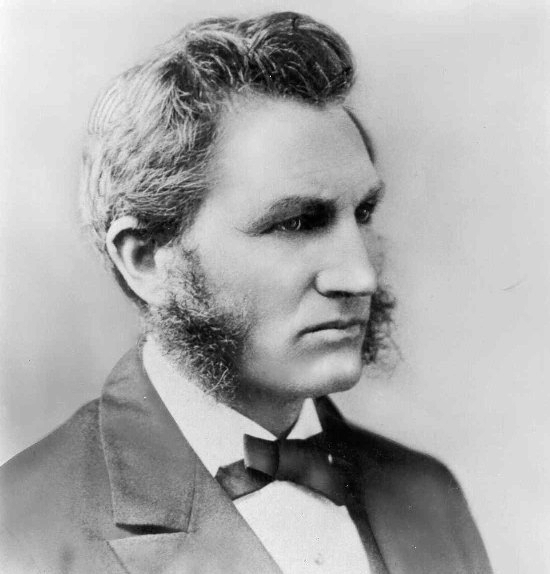
ليستر ف. وارد

### التأسيس
تأسست المؤسسة الأمريكية لعلم الاجتماع في شهر ديسمبر عام 1905 في جامعة جون هوبكينز من قِبل مجموعة مؤلفة من خمسين شخصًا. كان ليستر فرانك وارد أول رئيس لها.

### جدالات
تخضع المؤسسة الأمريكية لعلم الاجتماع لمدونة ومعايير أخلاقية. في عام 1970، كُتبت أول مدونة أخلاقية خاصة بالمؤسسة. منذ عام 1970، نُقحت مدونة الأخلاقيات. قامت اللجنة المعنية بالأخلاقيات المهنية (آداب المهنة) بكتابة هذه المدونة وبعد استكمالها وإقرارها عام 1997، ركزت هذه المدونة على ثلاثة أهداف. كانت الأهداف الثلاثة جعل المدونة تثقيفية، ومتاحة وسهلة الاستخدام أكثر، وذات فائدة أكبر لعلماء الاجتماع من أجل فهم المسائل الأخلاقية.
في عام 1993، سُجن طالب الدكتوراه في ذلك الوقت ريك سكارس لأكثر من خمسة أشهر كنتيجة لالتزامه بالمدونة الأخلاقية الخاصة بالمؤسسة. كان بحث الدكتوراه الخاص بسكارس حول الحركة البيئية الراديكالية. ومبني على تحقيق تابع لمكتب التحقيقات الفيدرالي (إف بي آي) حول اختراق جبهة تحرير الحيوان، جادل وكلاء النيابة الفيدراليون في المحكمة حول احتمالية أن يكون سكارس قد انخرط في محادثات مع أشخاص يُعتقد بأنهم متورطون بالحادثة. طالب وكلاء النيابة بأن يشهد سكارس أمام هيئة المحلفين الفدرالية الكبرى حول هذه المحادثات، لكن رفض سكارس الإجابة عن ستة وثلاثين سؤالًا، مُستشهدًا بمدونة الأخلاق الخاصة بالمؤسسة والتعديل الأول لدستور الولايات المتحدة كتبرير لعدم تجاوبه. أدى امتناع سكارس عن الإجابة إلى استدعائه إلى المحكمة بسبب انتهاك حرمتها وقضاء 159 يومًا في السجن. لم يُشتبه به أبدًا بفعل أمر خاطئ وتماشيًا مع فكرة إهانة الممارسات القضائية، لم تُتل عليه حقوقه (حقوق ميراندا) أو اعتُقل أو حوكم أبدًا.
في أوائل عام 2010، عبّرت المؤسسة علانية عن سخطها إزاء نزاعٍ دائر بين فرانسيس فوكس بايفن وغلين بيك، مطالبين قناة فوكس نيوز أن توقف تعليقات بيك. دفعت مقالة مكتوبة من قِبل بايفن، متعلقة بتحريك الأفراد العاطلين عن العمل، إلى إلقاء التعليقات من قِبل بيك. تشير المؤسسة في تصريحاتها العامة على أنه يجب وضع حد للتنابز بالألقاب وأنه يجب على المعلقين السياسيين بدلًا من ذلك الاعتماد على جمع الأدلة المرتبطة بالمواضيع المطروحة وبعدها استخلاص الاستنتاجات السليمة.
في شهر يناير عام 2012، أمرت محكمة من محاكم الولايات المتحدة المحلية كلية بوسطن بتسليم الأدلة المتعلقة  «بمشروع بلفاست»، وهو عبارة عن مشروع تأريخ شفهي له علاقة بالعنف في آيرلندا الشمالية. قدمت كلية بوسطن طلب استئناف في شهر فبراير عام 2012، متحدية قرار المحكمة. انخرطت المؤسسة في القضية للمساعدة في حماية المشاركين في المشروع من الاستدعاء للمثول أمام القضاء بسبب معرفتهم لمعلومات متعلقة بأبحاث المشروع السرية. عبّر البيان الخاص بمجلس المؤسسة عن الضرر المحتمل الذي سيفعله هكذا حُكم على أبحاث علم الاجتماع من خلال تضييق الخناق على إمكانية دراسة المواضيع الجدلية. تتطلع المؤسسة إلى تأييد من قِبل المحكمة حول موضوع السرية في البحث.